# Берегуардо
Берегуардо, Береґуардо (італ. Bereguardo, п'єм. Bereguardo) — муніципалітет в Італії, у регіоні Ломбардія,  провінція Павія.
Берегуардо розташоване на відстані близько 470 км на північний захід від Рима, 27 км на південний захід від Мілана, 12 км на північний захід від Павії.
Населення — 2795 осіб (2014).

## Демографія
Населення за роками:

Станом на 1 січня 2023 року в муніципалітеті офіційно проживало 240 іноземців з 30 країн, серед них 68 громадян країн Євросоюзу та 23 громадяни України.

## Сусідні муніципалітети
- Борго-Сан-Сіро
- Мотта-Вісконті
- Торре-д'Ізола
- Тривольціо
- Трово
- Віджевано
- Церболо